# Subaru Leone

Subaru Leone es un automóvil compacto producido por el fabricante automotriz japonés Subaru (Fuji Heavy Industries) desde 1971 hasta 1994. La palabra "leone" proviene del italiano y significa león. En otras partes del mundo la tercera generación del Leone fue conocida también como Subaru Loyale o Subaru DL, GL o GL-10 dependiendo del nivel de equipamiento.
Se lanzó al mercado como reemplazo del Subaru 1000 y fue el predecesor del actual modelo Subaru Impreza. Todos los Subaru Leone incorporaron el Motor bóxer denominado Subaru EA. Muchos de ellos fueron equipados con tracción en las cuatro ruedas. En el momento de su entrada al mercado, este modelo fue el estrella hasta 1989, una vez que el Subaru Legacy fue lanzado.